# まいづる智恵蔵
まいづる智恵蔵（まいづるちえぐら）は、京都府舞鶴市の舞鶴港ウォーターフロントにある博物館とギャラリーを中心とする文化施設。
舞鶴市による赤レンガ倉庫再利用の3棟目として、2007年（平成19年）4月に開館した。

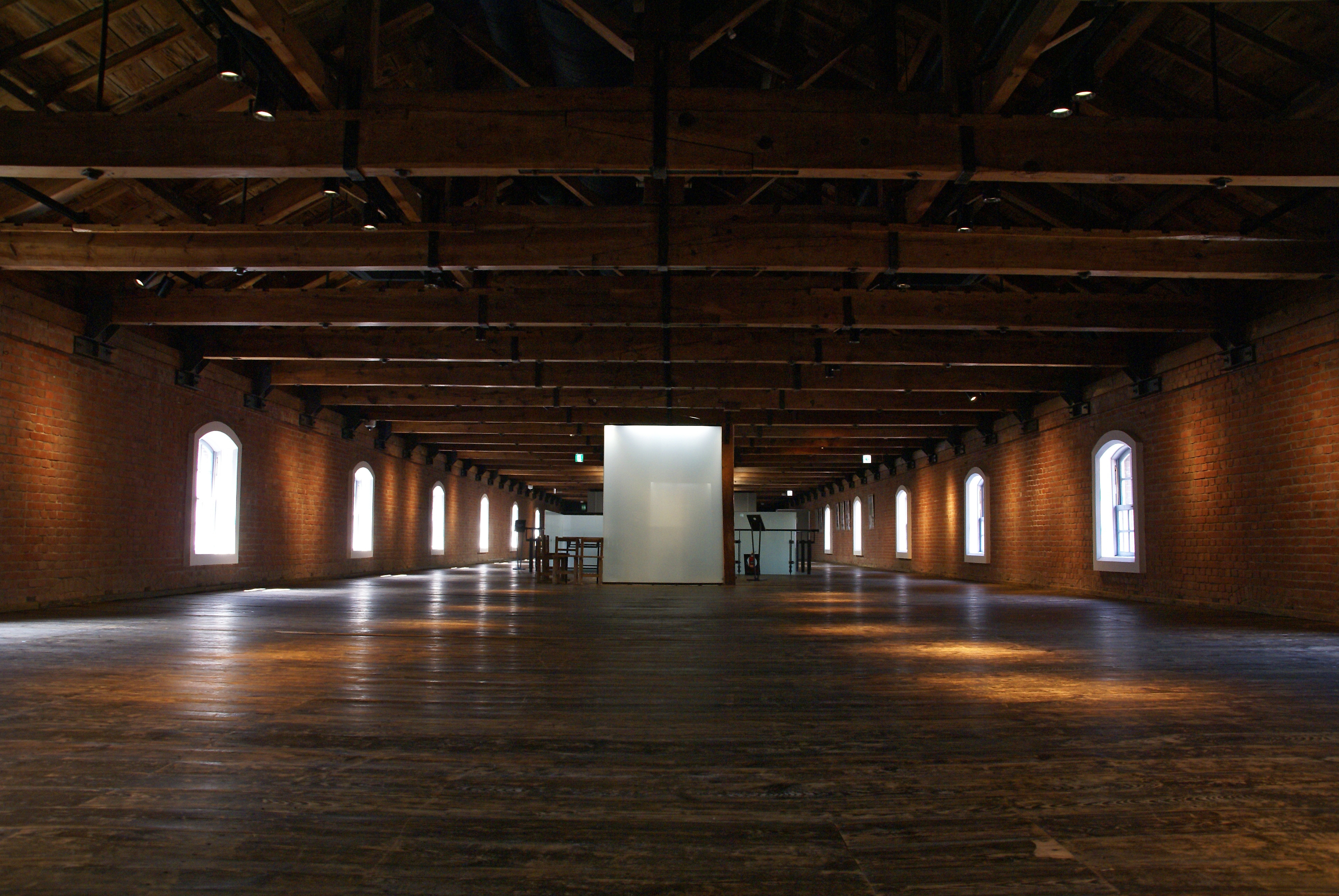
2F

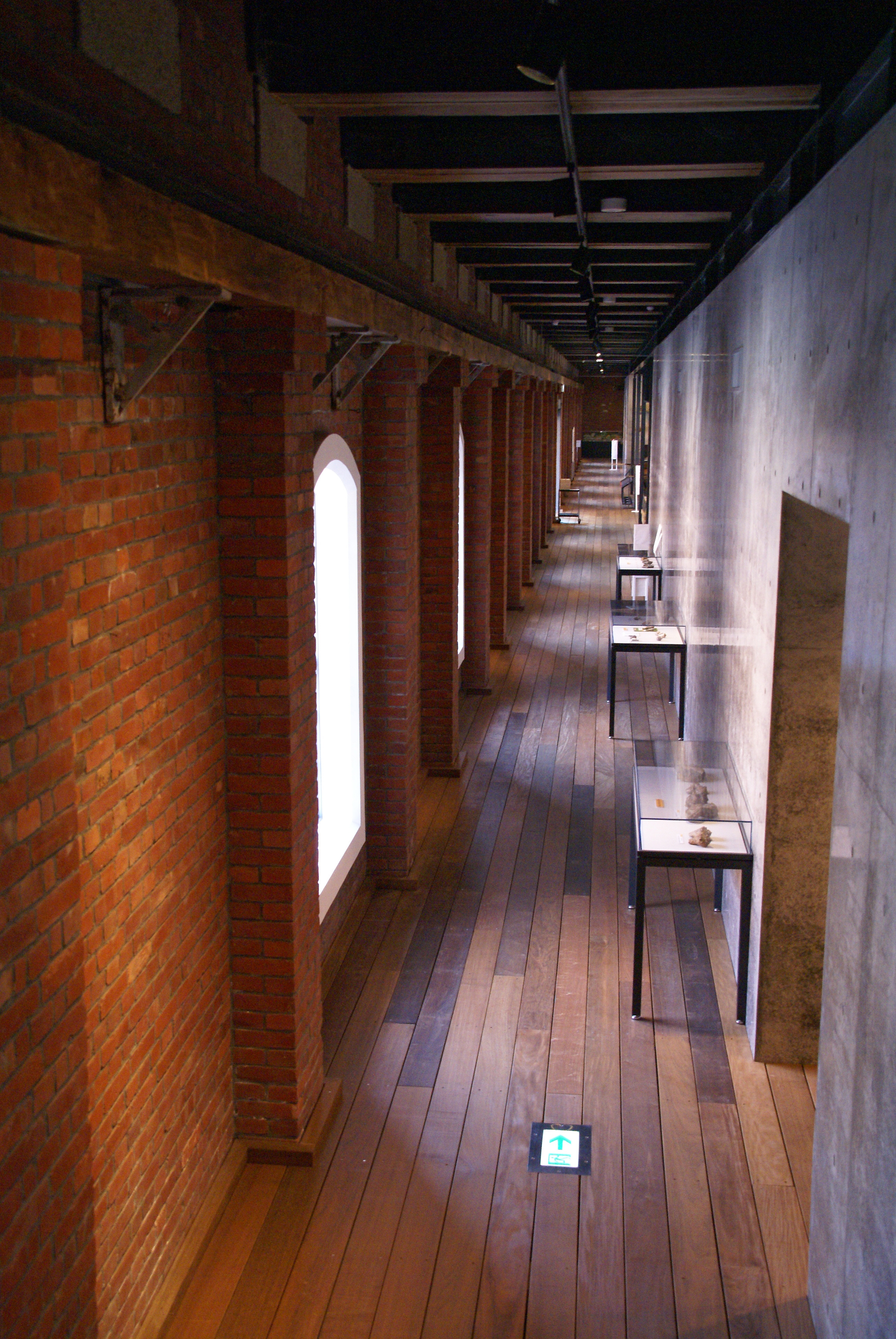
1F

## 概要
1902年に鎮守府兵器廠の弾丸庫並小銃庫として建設された赤れんが倉庫を再利用した文化施設で、館内は内壁を利用した長大なギャラリーや舞鶴市の文化財を展示するコーナーなどを設置。舞鶴赤レンガ倉庫群の一つとして重要文化財に指定されている。
再利用するにあたっては、竣工時の外観に防衛庁防衛研究所に保管されている設計図と仕様書を基にして戻された。
2021年、舞鶴鎮守府開庁120年に向けて、初代司令長官の東郷平八郎の軍服のレプリカなどが制作され、展示が行われている。

## 館内
7つのエリアに分かれている。
- 赤れんが倉庫復元展示エリア - 入換動車、国鉄中舞鶴線沿線復元ジオラマ 、旧中舞鶴線の資料等を展示。
- 縄文丸木舟展示エリア - 浦入遺跡から出土した日本最古級とされる約5300年前の縄文丸木舟（市指定文化財）の実物をはじめとする浦入遺跡出土品を展示
- 企画展示室
- 赤れんが回廊 - 建物内壁を活用した総延長220mのギャラリー
- 糸井文庫浮世絵展示エリア - 市指定文化財の糸井文庫約2,200点の資料から、丹後地方に関する浮世絵など数十点を展示。
- 歴史文化交流エリア
- 宝もの大学エリア

## 利用情報
- 休館日 - 月曜日（月曜日が祝日の場合はその翌日）、12月29日〜1月3日

## 建築概要
- 建物名 - 旧舞鶴海軍兵器廠弾丸庫並小銃庫
- 竣工 - 1902年
- 構造・規模 - 煉瓦造り2階建て、一部木造。高さ約10m、幅約10m、奥行き約72m
- 建築面積 - 789.93m2
- 延床面積 - 1521.62m2
- 所在地 - 〒625-0080 京都府舞鶴市字北吸1039番地の12

## 交通アクセス
- JR 舞鶴線 東舞鶴駅 徒歩約15分

## 周辺
- 舞鶴赤レンガ倉庫群
  - 舞鶴市政記念館（東隣）
  - 赤れんが博物館
- 舞鶴港
- 夕潮台公園
- 海軍記念館